# Стефаник, Василий Ильич
Васи́лий Ильи́ч Стефа́ник (укр. Васи́ль Іллі́ч Стефа́ник; 2 января 1939, Русов, Станиславовское воеводство — 7 января 2010, Черновцы) — украинский и советский учëный-биолог, эколог, педагог, популяризатор ботанических знаний. «Отличник охраны природы УССР», «Отличник народного образования Украины».

## Биография
Выпускник биологического факультета Черновицкого университета им. Ю. Федьковича. После окончания университета два года работал учителем биологии в Зарожанской школе на Буковине.
С 1975 года — кандидат биологических наук. Доцент. В 1978—1985 годах Василий Стефаник работал заведующим кафедрой ботаники, в 1985—1995 годах — деканом биологического факультета Черновицкого университета им. Ю. Федьковича.

## Научная деятельность
Основными научными интересами ученого были исследования флоры и фауны Украинских Карпат, изучение растительного мира Буковины и Прикарпатья, кариологические исследования растений Карпатского региона, проблемы охраны и сохранения их уникальности, методика экологического воспитания.
В. И. Стефаник — автор более 70 научных работ по проблемам флористики Украинских Карпат и экологического воспитания населения, многочисленных научных статей и трудов, соавтор книги «Определение растений Украины», нескольких томов «Атласа флоры Европы» (Хельсинки), монографии «Флора Буковины» и учебного пособия «Экология».
Участник международного проекта по хорологии флоры Европы «Atlas florae Europaeae» (Хельсинки).
За достижения в учебно-воспитательных процессах отмечен Почетными грамотами Министерства образования и науки Украины.
Лауреат премии Фонда Сороса на звание «Соросовский доцент».

## Избранная библиография
- «Флора Буковины»,
- «Оленчина ботаніка»,
- «Популярна екологія»,
- «Конспект флори Північної Буковини»,
- «Шевченкове природознавство» (учебно-познавательное пособие),
- «Золота пектораль» (книга размышлений),
- «Гуцульська елегія» (сборник стихов)